# Un sol
Un sol (também conhecido como 1 + 1 = Dos Enamorados) é o álbum de estréia do cantor mexicano Luis Miguel, com então apenas onze anos. Foi lançado em 1982 com direção músical e arranjos por Chucho Ferrer e Pepe Rosino.
De acordo com o jornal brasileiro A Tribuna, o álbum vendeu um milhão de cópias apenas no México. Na Argentina, vendeu mais de 10 mil cópias.

## Informações
Luis Miguel posteriormente gravou em português as canções "1 + 1 = Dos Enamorados", "Lo Qué Me Gusta", "Mentira" e "Amor de Escuela", que foram intitulados respectivamente como "1 + 1 = Dois Apaixonados", "O Que Eu Gosto", "Mentira" e "Amor de Escola". De acordo com o jornal brasileiro Luta Democrática, de 21 de dezembro de 1983, o single de "1 + 1 = Dois Apaixonados" ganhou um disco de ouro no Brasil, enquanto o de "Mentira" vendeu mais de 80 mil cópias. Elas foram lançadas no Brasil em dois compactos duplos, sendo "1 + 1 = Dois Apaixonados" e "O Que Eu Gosto" em um, e "Mentira" e "Amor de Escola" em outro.

## Faixas
- Créditos adaptados do encarte do LP Un Sol, de 1982.[8]

| N.º            | Título                                      | Compositor(es)                                       | Duração |  |
| 1.             | "1 + 1 = 2 Enamorados"                      | Rubén Amado Javier Santos                            | 3:34    |  |
| 2.             | "Amor de Escuela"                           | Octavio                                              | 3:13    |  |
| 3.             | "Tomemos los Patines (Prendiamo i Pattini)" | Maurizio Fabrizio R. Fogli G. Morra Miguel A. Medina | 3:10    |  |
| 4.             | "Hay un Algo"                               | Luisito Rey                                          | 3:21    |  |
| 5.             | "Lo Qué Me Gusta"                           | Juan Gabriel                                         | 2:49    |  |
| 6.             | "Balada Para Mi Abuela"                     | King Clave                                           | 2:47    |  |
| 7.             | "Mentira"                                   | Gabriel                                              | 2:55    |  |
| 8.             | "El Tiempo"                                 | Rey                                                  | 2:51    |  |
| 9.             | "Adolescente Soñador"                       | Amado Santos                                         | 3:01    |  |
| Duração total: | Duração total:                              | Duração total:                                       | 27:43   |  |